# Política de Belice

Un esquema del reparto de escaños de Belice. (noviembre 2014 – enero 2015).

Belice tiene una democracia parlamentaria con una monarquía constitucional. El monarca de Belice ejerce de jefe de Estado representado por un gobernador general, mientras que el primer ministro es el jefe de Gobierno.

## Poder ejecutivo
| Cargo | Titular                 |
| --- | ----------------------- |
| Primer ministro | Johnny Briceño          |
| Vice primer ministro | Patrick Faber           |
| Ministro de Finanzas, Servicio Público, Energía y Utilidades Públicas | Dean Barrow             |
| Ministro de Estado para el Ministerio de Finanzas, Servicio Público, Energía y Utilidades Públicas (con énfasis en Servicio Público, Energía y Utilidades Públicas)                         | Frank Mena              |
| Ministro de Estado para el Ministerio de Finanzas | Carla Barnett           |
| Ministro de Agricultura, Pesca, Silvicultura, Medioambiente y Desarrollo Sustentable | Gasper Vega             |
| Ministro de Estado para el Ministerio de Agricultura, Pesca, Silvicultura, Medioambiente y Desarrollo Sustentable (con énfasis en Medioambiente, Desarrollo Sustentable y Cambio Climático) | Omar Figueroa           |
| Ministro de Desarrollo Económico, Petróleo, Inversión, Industria y Comercio | Erwin Contreras         |
| Ministro de Estado para el Ministerio de Desarrollo Económico, Petróleo, Inversión, Industria y Comercio (con énfasis en Inversión, Industria y Comercio)                                   | Tracy Panton            |
| Ministro de Vivienda y Desarrollo Urbano | Michael Finnegan        |
| Ministro de Educación (Ciencia y Tecnología), Cultura, Juventud y Deportes | Patrick Faber           |
| Ministro de Estado para el Ministerio de Educación (Ciencia y Tecnología), Cultura, Juventud y Deportes (con énfasis en Cultura, Juventud y Deportes)                                       | Elodio Aragón Jr.       |
| Ministro de Turismo y Aviación Civil | José Manuel Heredia Jr. |
| Ministro de Desarrollo Humano, Trasformación Social y Mitigación de la Pobreza | Anthony Martínez        |
| Ministro de Defensa | John Saldívar           |
| Ministro de Policía | Godwin Hulse            |
| Ministro de Obras, Transporte y NEMO | René Montero            |
| Ministro de Estado para el Ministerio de Obras, Transporte y NEMO (con énfasis en Transporte y NEMO)                                                                                        | Edmond Castro           |
| Ministro de Relaciones Exteriores | Wilfred Elrington       |
| Ministro de Salud | Pablo Marín             |
| Ministro de Estado para el Ministerio de Salud (con énfasis en Atención Primaria de Salud)                                                                                                  | Ángel Campos            |
| Ministro del Trabajo, Gobierno Local y Desarrollo Rural | Hugo Patt               |
| Ministro de Recursos Naturales e Inmigración | Vanessa Retreage        |
| Ministro de Estado para el Ministerio de Recursos Naturales e Inmigración (con énfasis en Inmigración)                                                                                      | Beverly Williams        |

## Poder legislativo
El poder legislativo es bicameral y es ejercido en la Asamblea Nacional de Belice.

### Senado
12 miembros designados por el gobernador General para un mandato de 5 años:
- 6 a propuesta el primer ministro (jefe de Gobierno).
- 3 a propuesta del líder de la oposición.
- 1 a propuesta de cada una de las siguientes instituciones:

- Religiosas: "Belize Council of Churches" y "Evangelical Association of Churches".
- Económicas: "Chamber of Commerce and Industry" y "Belize Better Business Bureau".
- Sociales: "National Trade Union Congress" y "Civil Society Steering Committee".

### Cámara de Representantes
31 escaños elegidos por voto popular directo para un mandato de cinco años.
| Partido | Votos (%) | Escaños |
| ------- | --------- | ------- |
| UDP     | 56,61     | 25      |
| PUP     | 40,72     | 6       |
| OTROS   | 2,67      | 0       |

NOTA: La desproporción entre el porcentaje de votos y de escaños, se debe a que las elecciones se realizan por división electoral, resultando elegido por cada división el candidato que más votos obtiene.

## Poder judicial
Corte Suprema: presidente designado por el gobernador General a propuesta de primer ministro.

## Partidos políticos
- PUP: Partido Unido del Pueblo, (People's United Party).
- UDP: Partido Demócrata Unido, (United Democratic Party).
- BPF: Frente Popular de Belice, (Belize People's Front)
- BPP: Partido Progresista de Belice, (Belize Progressive Party)
- NRP: National Reform Party
- VIP: Vision Inspired by the People, extinto
- National Belizean Alliance (incluye People's National Party), extinto
- National Reality Truth Creation Party, extinto

## Gobernantes

### Jefes de Estado
- S.M. Jorge II (Casa Real de Hannover, 1727-1760)
- S.M. Jorge III (Casa Real de Hannover, 1760-1820)
- S.M. Jorge IV (Casa Real de Hannover, 1820-1830)
- S.M. Guillermo IV (Casa Real de Hannover, 1830-1837)
- S.M. Victoria I (Casa Real de Hannover, 1837-1901)
- S.M. Eduardo VII (Casa Real de Sajonia-Coburgo-Gotha, 1901-1910)
- S.M. Jorge V (Casa Real de Windsor, 1910-1936)
- S.M. Eduardo VIII (Casa Real de Windsor, 1936)
- S.M. George VI (Casa Real de Windsor, 1936-1952)
- S.M.  Isabel II (Casa Real de Windsor, 1952-2022)
- S.M.  Carlos III (Casa Real de Windsor, 2022-Actualidad)

### Representantes del jefe de Estado

#### Superintendentes
- Sir Robert Hodgson (1749-1758)
- Joseph Otway (1760-1767)
- Robert Hodgson Jr. (1767-1775)
- John Ferguson (1776)
- James Lawrie (1776-1787)
- Edward Marcus Despard (1787-1790)
- Peter Hunter (1790-1791)
- Acéfalo (1791-1797)
- Thomas Barrow (1797-1800)
- Richard Bassetv (1800-1802)
- Thomas Barrow (1803-1805)
- Gabriel Gordon (1805-1806)
- Alexander Mark Kerr Hamilton (1806-1809)
- John Nugent Smyth (1809-1814)
- George Arthur (1814-1822)
- A.H. Pye (1822-1823)
- Edward Codd (1823-1829)
- Archibald MacDonald (1829-1830)
- Francis Cockburn (1830-1837)
- Archibald MacDonald (1837-1843)
- Charles St. John Fancourt (1843-1851)
- Philip Edmond Wodehouse (1851-1854)
- William Stevenson (1854-1857)
- Frederick Seymour (1857-1862)

#### Tenientes Gobernadores
- Frederick Seymour (1862-1864)
- John Gardiner Austin (1864-1867)
- James Robert Longden (1867-1870)
- William Wellington Cairns (1870-1874)
- Robert Miller Mundy (1874-1877)
- Frederick Palgrave Barlee (1877-1883)
- Robert William Harley (1883-1884)

### Gobernadores (en el período colonial)
- Sir Roger Tuckfield Goldsworthy (1884-1891)
- Sir Cornelius Alfred Moloney (1891-1897)
- David Wilson (1897-1904)
- Sir Ernest Bickham Sweet-Escott (1904-1906)
- Sir Eric John Eagles Swayne (1906-1913)
- Wilfred Collet (1913-1918)
- William Hart Bennett (1918-1919)
- Sir Eyre Hutson (1919-1925)
- Sir John Alder Burdon (1925-1932)
- Sir Harol Baxter Kittermaster (1932-1934)
- Sir Alan Cuthbert Maxwell Burns (1934-1939)
- Sir John Adams Hunter (1939-1946)
- Arthur Norman Wolffsohn (1946-1947)
- Sir Edward Gerald Hawkesworth (1947-1948)
- Ronald Herbert Garvey (1948-1952)
- Patrick Muir Renison (1952-1955)
- Colin Hardwick Thornley (1955-1961)
- Sir Peter Hyla Gawne Stallard (1961-1966)
- Sir John Warburton Paul (1966-1972)
- Sir Richard Neil Posnett (1972-1976)
- Sir Peter Donovan McEntee (1976-1980)
- Sir James Patrick Ivan Hennessy (1980-1981)

### Gobernadores generales (desde 1981)
- Elmira Minita Gordon (1981-1993)
- Sir Colville Young (1993-2021)
- Froyla Tzalam (desde 2021)

### Jefe de Gobierno (Primer ministro)
- George Cadle Price (PUP, 1961-1984)
- Manuel Esquivel (UDP, 1984-1989)
- George Cadle Price (PUP, 1989-1993)
- Manuel Esquivel (UDP, 1993-1998)
- Said Wilbert Musa (PUP, 1998-2008)
- Dean Oliver Barrow (UDP, 2008-2020)
- Johnny Briceño (PUP, 2020 a la fecha)

## Participación en Organismos Internacionales
ACP | Mancomunidad de Naciones | Caricom | CDB | ECLAC | FAO | G-77 | IADB | IBRD | IATA: MAD, OACI | ICFTU | ICRM | IDA | IFAD | IFC | IFRCS | ILO | FMI | IMO | Interpol | IOC | IOM | ITU | LAES | NAM | OAS | OPANAL | UN | UNCTAD | Unesco | UNIDO | UPU | WCL | WHO | WIPO | WMO | WtrO